# Dolenja Lepa vas
Dolenja Lepa vas je naselje v Občini Krško.